# Herb gminy Popielów
Herb gminy Popielów – symbol gminy Popielów.

## Wygląd i symbolika
Herb przedstawia na tarczy dzielonej na trzy części w pas w polu górnym żółto-niebieską skośną kratkę, a na niej biały krzyż, w polu środkowym trzy równe poziome pasy: niebieski, zielony i brązowy, a przed nimi biały pług (nawiązanie do rolnictwa), natomiast w polu dolnym mur ceglastoczerwony z białym gołębiem i liczbą „1286” (data pierwszej wzmianki o Popielowie).